# Quality (album de Talib Kweli)
Albums de Talib Kweli
Train of Thought
(2000) The Beautiful Struggle
(2004)
Singles
1. Good to You
Sortie : 2 juillet 2002
2. Waiting for the DJ
Sortie : 17 septembre 2002
3. Get By
Sortie : 11 mars 2003

Quality est le premier album studio de Talib Kweli, sorti le 19 novembre 2002.

## Liste des titres
| No  | Titre | Contient un (des) sample(s) de                                  | Durée |
| --- | --- | --------------------------------------------------------------- | ----- |
| 1.  | Keynote Speaker (interprété par Dave Chappelle – Produit par Eric Krasno)                                            |                                                                 | 2:15  |
| 2.  | Rush (featuring Xzibit – Produit par Megahertz)                                                                      |                                                                 | 3:39  |
| 3.  | Get By (featuring Abby Dobson, Chinua Hawk, Kendra Ross, Vernetta Bobien et William Taylor – Produit par Kanye West) | Sinnerman de Nina Simone Doggone de Love Imagine de John Lennon | 3:47  |
| 4.  | Shock Body (featuring Stephanie McKay et Tiffany Phinazee – Produit par DJ Scratch)                                  | Boys With Toys de Gap Mangione                                  | 3:47  |
| 5.  | Gun Music (featuring Cocoa Brovaz – Produit par Megahertz)                                                           | Bo! Bo! Bo! des Boogie Down Productions                         | 3:09  |
| 6.  | Waitin' for the DJ (featuring Bilal – Produit par Dahoud Darien)                                                     |                                                                 | 4:04  |
| 7.  | Joy (featuring Mos Def – Produit par Ayatollah)                                                                      | I Get High d'Aretha Franklin                                    | 4:15  |
| 8.  | Talk to You (Lil Darlin') (featuring Bilal et Aisha Mike – Produit par The Soulquarians et Talib Kweli)              | Can Id'Eddie Kendricks                                          | 5:02  |
| 9.  | Guerilla Monsoon Rap (featuring Black Thought et Pharoahe Monch – Produit par Kanye West)                            | I Never Had It So Good (And Felt So Bad) des Chi-Lites          | 4:16  |
| 10. | Put It in the Air (featuring DJ Quik – Produit par DJ Quik)                                                          | Rockin' It des Fearless Four                                    | 4:58  |
| 11. | The Proud (featuring Jeymes Samuel – Produit par Ayatollah)                                                          | Dream of a Lifetime de Marvin Gaye                              | 5:06  |
| 12. | Where Do We Go (featuring Res – Produit par Jay Dee)                                                                 |                                                                 | 3:59  |
| 13. | Stand to the Side (featuring Novel et Vinia Mojica – Produit par Jay Dee)                                            |                                                                 | 6:02  |
| 14. | Good to You (Produit par Kanye West)                                                                                 | Simply Beautiful d'Al Green                                     | 4:22  |
| 15. | Won't You Stay (featuring Kendra Ross – Produit par Dave West)                                                       |                                                                 | 5:26  |

## Classements

### Album
| Classement (2002)      | Meilleure position |
| ---------------------- | ------------------ |
| Billboard 200          | 21                 |
| Top R&B/Hip-Hop Albums | 6                  |

### Singles
| Année | Titre              | Billboard Hot 100 | Hot R&B/Hip-Hop Songs | Hot Rap Tracks |
| ----- | ------------------ | ----------------- | --------------------- | -------------- |
| 2002  | Good to You        | -                 | 95                    | -              |
| 2002  | Waitin' for the DJ | -                 | 77                    | -              |
| 2003  | Get By             | 77                | 29                    | 16             |